# Мост Узункопру
Мост Узункопру (тур. Uzun Köprü; срп. Дуги мост), познат и као Ергенекопру (тур. Ergene Köprüsü; срп. Ергенски мост), налази се у истоименом граду Узункопру (тур. Uzunköprü), у турској провинцији (вилајету) Једрене (тур. Edirne), око 60 km јужно од центра града Једрена. Подигнут је преко реке Ергене (тур. Ergene Nehri), на изузетно важном саобраћајном чворишту које повезује Балкан са Анадолијом. Изградњу овог каменог моста наредио је султан Мурат II (тур. II. Murat), а његову градњу водио је тадашњи главни царски архитекта Муслихидин (тур. Mimar Muslihiddin). По османским записима, радови су започети између 1425. и 1427. године а завршени између 1443. и 1444. године. Мост је најдужи камени мост на свету који је сачуван до данас, са првобитних: 1.392 метра (данас 1306,2 м) и 174 лука (различите висина и облика, округли и шиљати). Данас је видљив 171 лук (преостала два су под земљом док су друга два лука спојена у један), при чему је највећи распон једног лука 14 m. Мост Узункопру је и даље у употреби, али је углавном намењен пешацима и туристима, пошто је 2013. године затворен за тешка возила, а од 2021. године потпуно затворен за саобраћај ради рестаурације (након што су се неколико година раније почеле појављивати пукотине у камену). Циљ рестаурације је очување оригиналне структуре моста и откривање тренутно закопаних лукова. Мост је 2015. године уврштен на Привремену листу светске баштине Унеска (енгл. UNESCO World Heritage Tentative List), што представља први корак ка његовој коначној заштити као културног добра од изузетног значаја.

## Историја

### Изградња и стратешки значај моста Узункопру
За Османско царство, Балкан је имао изузетан стратешки значај због свог географског положаја који повезује Анадолију са Европом. Управо из тог разлога, у области кључне прелазне тачке између Балкана и Анадолије, подигнут је мост Узункопру, преко реке Ергене (грч. Εργίνης). Након што су Османлије средином 14. века заузеле Једрене (тада грч. Αδριανούπολη) и прогласиле га својом престоницом, ова област је још увек била покривена пространим мочварама и густим шумама. Локација данашњег града Узункопру тада није била насељена. Упркос постојању више дрвених мостова који су омогућавали прелазак преко реке Ергене, султан Мурат II је захтевао изградњу трајног каменог моста, будући да су дрвени мостови често били уништавани, посебно услед поплава изазваних обилним кишама, те нису могли да обезбеде поуздан прелаз у различитим сезонским условима. Први покушај изградње каменог моста реализован је у периоду између 1424. и 1427. године, али та конструкција није задовољила султанове критеријуме и убрзо је срушена. Нова фаза градње започета је 1427. године и трајала је све до 1443. године. Током овог дуготрајног процеса, било је неопходно обезбедити услове за боравак великог броја радника и војника. Зато је, у близини моста, почело да се формира насеље са џамијом (тур. Cami), јавном кухињом (тур. İmaret), медресом (тур. Medrese), јавним купатилом (тур. Hamam), каравансарајом (тур. Kervansaray) и воденицама (тур. Su değirmeni), што је временом прерасло у урбано језгро. Насеље је наставило да се шири привлачећи турске досељенике из различитих делова Анадолије и Тракије. Султан Мурат II лично је присуствовао свечаности отварања дуго очекиваног моста 1444. године, на повратку у Истанбул након победе у бици код Варне. Мост Узункопру је ремек-дело овог периода османске архитектуре, са каменом конструкцијом дугом 1392 m. Разлог велике дужине моста је чињеница да је пројектован како би обезбеди пролаз војске кроз пространо мочварно земљиште реке Ергене и њених притока, при чему се локација и облик моста савршено уклапају у топографске услове земљишта на којем се мост налази. Захваљујући овом монументалном објекту, насеље је прерасло у важан трговачки центар, јер је за трговце који су превозили робу између Тракије и Анадолије мост био кључна копнену веза. На османском турском језику мост је 1718. године званично добио име Џиср-и Ергене, међутим, током времена, у становништву се усталио назив Узункопру (или Дуги мост), што је касније постао и назив за насеље у његовој непосредној близини, данашњи град Узункопру.

### Судбина моста од 16. до 20. века
Историја моста Узункопру, током периода од 16. до 20. века обележена је бројним рестаурацијама и адаптацијама, условљеним природним катастрофама и потребама савременог друштва. Прва документована поправка моста забележена је 1546. године, када су извођени радови не само на мосту, већ и на неколико воденица у непосредној близини. Већа санација спроведена је 1620. године током владавине султана Османа II (тур. II. Osman). Након што су разорни земљотреси и поплаве изазвали урушавање четири лука моста у периоду 1822/1823. године, уместо њих подигнута су три нова, већа лука. Крајем 19. века, поновни низ сеизмичких активности довео је до урушавања три лука, па је 1901. године започета изградња два нова лука, која су успешно завршена три године касније. Током 1908. године, градска општина Узункопру је уклонила неколицину камених блокова са моста како би их искористила за изградњу фонтана са пијаћом водом у самом насељу. Последња од две воденице на мосту уништена је у поплавама које су уследиле након веома оштре зиме 1956. године. Већ наредне, 1957. године, двадесет и пет метара пристаништа поред моста затрпано је ради изградње паркинг простора. У периоду између 1964. и 1971. године, мост је подвргнут великој реконструкцији коју је извршила Генерална дирекција за аутопутеве Републике Турске (тур. Karayolları Genel Müdürlüğü). Том приликом, мост је проширен за 150 цм (достигавши укупну ширину од 6,80 м), а коловоз је прекривен армирано бетонском плочом дебљине 20 цм, како би се омогућио двосмерни аутомобилски саобраћај. Интензивно коришћење моста довело је до оштећења његове конструкције, па су током 1993. године, пукотине између камених блокова попуњене и рестауриране употребом камено-везивног малтера, сличног оном из оригиналне градње у 15. веку.

### Мост од почетка 21. века до данас
Изграђен у 15. веку, овај камени мост је дуго служио као важна саобраћајна артерија, повезујући град Једрене са Галипољем (тур. Gelibolu Yarımadası, грч. Καλλίπολις, Χερσόνησoς Θράκια) и Измиром (тур. İzmir, грч. Ιζμίρ, или Смирна), трасом државног пута Е97/550. Међутим, отварањем новог бетонског моста дужине 1 км, источно од старог моста, 2013. године, тешким возилима је забрањено коришћење историјског моста, чиме је он изгубио своју примарну саобраћајну функцију.  Локално становништво је изразило жељу да се мост врати у свој првобитни облик, посебно након рестаурације из 1971. године која је укључивала проширење моста за 150 центиметара и постављање армирано-бетонске плоче дебљине 20 центиметара . Узимајући у обзир културни значај моста, Регионални одбор за заштиту културне баштине Једрена (тур. Edirne Kültür Varlıklarını Koruma Bölge Kurulu Müdürlüğü), је 2010. године регистровао мост као културну и природну баштину. Након тога, 2015. године, мост је уврштен на Привремену листу светске баштине Унеска у категорији културне баштине, што представља први корак ка његовој коначној заштити као културног добра од изузетног значаја. Почетком 2019. године, уочене су пукотине на каменим блоковима у основи моста, видљиве на сваких 50–60 метара. У септембру 2021. године, мост је затворен за саобраћај како би се започели радови на рестаурацији, који укључују поправку 25 лукова, замену асфалтно-бетонске коловозне површине каменом и замену свих недостајућих камених блокова. Предвиђено је да рестаурација траје између три и четири године. Тренутно у 2025. години, мост је затворен за саобраћај, а радови на рестаурацији су у завршној фази. Мост се углавном користи као туристичка атракција, привлачећи посетиоце својом историјом и архитектуром. Иако је затворен за саобраћај током рестаурације, његов значај као културног споменика остаје непромењен, а напори за његово очување и обнову настављају се у циљу очувања овог вредног дела османске архитектуре за будуће генерације.

## Архитектура и карактеристике моста
Мост Узункопру представља једно од најзначајнијих османских инжењерских достигнућа у области мостоградње, како по дужини тако и по сложености своје архитектонске структуре. Изграђен у периоду од 1426. до 1443. године, током владавине султана Мурата II, овај камени мост преко реке Ергене у Тракији и данас сведочи о технолошким и естетским дометима средњовековне османске цивилизације. Према епиграфским и историјским изворима, изградњом је руководио архитекта Муслихудин, док је читав подухват био праћен интензивним грађевинским и хидротехничким радовима, што укључује подизање насипа и уређење речног корита. Првобитна дужина моста износила је приближно 1.392 метра, што га је чинило најдужим каменим мостом свог доба. Данас, након векова промена и делимичних реконструкција, укључујући рестаурацију у периоду од 1964. до 1971. године, мост је дугачак 1306,2 м метара. Од укупно 174 првобитно изграђена лука, данас је видљиво 171. Два лука налазе се испод земље, док су два спојена у једну конструктивну целину. Ширина моста, која је изворно била мања, проширена је током рестаурације из 20. века и данас износи 6,80 метара. Мост је формиран у три секције: прилазни део са северне стране (ка Једрену) који садржи 22 лучна отвора распоређена у нагибу од 2,5%, централни сегмент преко речног тока са најширим и највишим луковима (највећи лук има распон од 13,55 метара), те јужни део који се благо спушта ка насељу Узункопру, са нагибom у паду од око 2%. Конструкција моста прати благо скретање у правцу југоистока, чиме се архитектонски прилагођава топографским условима подручја. Основни грађевински материјали коришћени у изградњи били су тесани блокови кречњака и травертина, док су темељи постављени на алувијалном тлу учвршћени системом дрвених греда, који је омогућавао ефикасно распоређивање притиска и апсорпцију енергије током поплава. Лукови моста грађени су у више различитих облика: класичних полукружних и шиљатих, спљоштених и елипсоидних форми. Та разноврсност одражава прелазну фазу османске архитектуре из предкласицизма у развијени класични стил. Орнаментална декорација представља посебан аспект моста, истичући његову културно-уметничку вредност.
 На кључним каменим блоковима и парапету (огради моста) урезани су геометријски мотиви (петоуглови, шестоуглови, осмоуглови, седмокраке и Давидове звезде), флорални украси и зооморфне фигуре (лавови, слонови, птице), које данас нису видљиве, као и румски паламети, орнаментални мотив карактеристичан за селџучко и рано османско доба. Ови украси сведоче о синтези уметничких утицаја од Централне Азије до Балкана, што је карактеристика ширег културног наслеђа Османског царства. Мост је пројектован тако да омогући не само прелаз преко реке већ и ефикасно одвођење воде у периоду великих поплава. Поред главних лукова, мањи лукови и дренажни отвори распоређени дуж структуре моста омогућавају ефикасно одвођење површинских и поплавних вода, чиме се смањује хидростатички притисак и штите носећи елементи конструкције. Попречни поплавни раздвојници, троугласти узводно, а полигонални и кружни низводно, додатно штите конструкцију од ерозије и удара воде. Архитектура моста Узункопру не само да је у функционалном и естетском погледу испунила критеријуме свог времена, већ и данас изазива дивљење као сведочанство високоразвијене грађевинске традиције, својих архитектонских и историјских вредности, због чега је 2015. године и уврштен на Привремену листу светске баштине Унеска.